# Kieran Tierney
Kieran Tierney (Douglas, 5. lipnja 1997.) škotski je nogometaš koji može igrati na poziciji lijevog i centralnog beka. Trenutačno igra za Celtic.

## Klupska karijera

### Celtic
Postao je član Celticove akademije kao sedmogodišnjak. Svoj profesionalni debi za klub imao je 22. travnja 2015. u utakmici protiv Dundeeja koju je Celtic dobio 1:2. S Celticom je četiri puta osvojio ligu te dvaput kup i Liga kup.

### Arsenal
Dana 8. kolovoza 2019. prešao je u Arsenal za 25 milijuna eura. Za Arsenal je debitirao 24. rujna u utakmici Liga kupa u kojoj je Arsenal pobijedio Nottingham Forest s visokih 5:0. U Premier ligi debitirao je 27. listopada protiv Crystal Palacea s kojim je Arsenal igrao 2:2. Svoj prvi gol za klub postigao je 26. srpnja 2020. kada je Arsenal pobijedio Watford 3:2. Dana 1. kolovoza s Arsenalom je pobijedio Chelsea 2:1 u finalu FA kupa. Dana 28. kolovoza s klubom je osvojio FA Community Shield pobijedivši Liverpool 5:4 na penale (prije izvođenja penala bilo je 1:1).

### Real Sociedad  (posudba)
Dana 27. kolovoza 2023. Tierney je posuđen španjolskom klubu Real Sociedad do kraja sezone. Debitirao je 2. rujna u utakmici La Lige protiv Granade koja je izgubila 5:3.

### Povratak s posudbe
Tierney je ostvario svoj 100. nastup u Premier ligi 20. travnja 2025. u utakmici u kojoj je Ipswich Town izgubio 0:4. Postigao je gol u svom posljednjem nastupu za Arsenal 25. svibnja kada je Southampton izgubio 1:2 u ligi. Za Arsenal je igrao 144 puta te postigao 6 pogodaka.

### Povratak u Celtic
S Celticom je u lipnju 2025. potpisao petogodišnji ugovor.

## Reprezentativna karijera
Tijekom svoje omladinske karijere nastupao je za selekcije Škotske do 18 i 19 godina. Za A selekciju Škotske debitirao je 10. ožujka 2016. u prijateljskoj utakmici u kojoj je Škotska pobijedila Dansku s minimalnih 1:0. Svoj prvi reprezentativni pogodak postigao je 24. ožujka 2022. kada je Škotska remizirala 1:1 s Poljskom.

## Priznanja

### Individualna
- Idealnih 11 UEFA Lige prvaka: 2017.[19]
- Mladi igrač godine prema izboru PFA Scotlanda: 2015./16.,[20] 2016./17.,[21] 2017./18.[22]
- Mladi igrač godine prema izboru Scottish Football Writers' Associationa: 2015./16.,[23] 2016./17.,[24] 2017./18.[25]
- Mladi igrač godine Celtica: 2015./16., 2016./17.,[26] 2017./18.[27]
- Igrač godine prema izboru Scottish Football Supporters Associationa: 2017.[28]
- Igrač mjeseca Škotskog Premiershipa: listopad 2017.[29]
- Momčad godine prema izboru PFA Scotlanda (za Škotski Premiership): 2015./16.,[30] 2016./17.,[31] 2017./18.[22]
- Gol sezone prema izboru PFA Scotlanda: 2017./18.[22]
- Gol sezone Celtica: 2017./18.[27]

### Klupska
Celtic
- Škotski Premiership: 2015./16.,[32] 2016./17.,[33] 2017./18., 2018./19.[34]
- Škotski nogometni kup: 2016./17.,[35] 2017./18.[36]
- Škotski Liga kup: 2017./18.,[37] 2018./19.[38]

Arsneal
- FA kup: 2019.[39]
- FA Community Shield: 2020.,[40] 2023.[41]

## Vanjske poveznice
- Profil, Škotski nogometni savez
- Kieran Tierney u UEFA-inim natjecanjima (arhivirane) (engl.)
- Profil, Soccerbase  (engl.)
- Profil, Soccerway